# Шалкар (Восточно-Казахстанская область)
Шалкар (каз. Шалқар, до 1998 г. — Ворошилово) — село в Зайсанском районе Восточно-Казахстанской области Казахстана. Входит в состав сельского округа Сарытерек. Код КАТО — 634643300.

## Население
В 1999 году население села составляло 368 человек (178 мужчин и 190 женщин). По данным переписи 2009 года, в селе проживали 334 человека (165 мужчин и 169 женщин).